# Préfecture de Roudbar
La préfecture de Roudbar (en persan : شهرستان رودبار Šahrestân-e Rudbâr) est une préfecture de la province de Guilan en Iran.